# Chelonus abductor
Chelonus abductor är en stekelart som beskrevs av Papp 1971. Chelonus abductor ingår i släktet Chelonus och familjen bracksteklar. Inga underarter finns listade i Catalogue of Life.